# Sabella pavonina
Il verme pavone (Sabella pavonina Savigny, 1822) è un anellide policheta canalipalpato della famiglia dei Sabellidae.

## Habitat e distribuzione
Mar Mediterraneo e Oceano Atlantico orientale, dal Mare del Nord fino al Senegal. Specie tipicamente bentonica, vive su fondali mobili, sabbiosi o fangosi, da pochi metri fino a oltre 30.

## Descrizione
Vive all'interno di un tubo di consistenza molle, prodotto dall'animale, dentro cui ritira in caso di pericolo. Nel caso si trovi su fondali sabbiosi il tubo è totalmente infossato. È munito nella zona cefalica di branchie filiformi ricoperte di cilia e di ghiandole mucose, la cui funzione è di invischiare le particelle alimentari. Queste hanno una colorazione che alterna azzurro-bianco e nero, con striature di colore viola.

## Alimentazione e comportamento
È un tipico animale filtratore, che si nutre di plancton e detrito in sospensione.

## Specie affini
Molto simile a tutte le specie del genere Sabella, in particolare a S. spallanzani, da cui si distingue per la consistenza del tubo e per la distribuzione geografica.